# ドゥビリ橋
ドゥビイ橋 (あるいはドゥビリ橋, 仏 : Passerelle Debilly) は、フランスのパリ、セーヌ川に架かる歩行者橋である。セーヌ川右岸の16区ニューヨーク大通りと同左岸の7区ブランリ河岸（ケ・ブランリ）とを結んでいる。ニューヨーク大通り側にはドゥビイ港がある。
この橋はもともと1900年のパリ万国博覧会のために一時的な橋として架けられた。同時期に架けられた橋にアレクサンドル3世橋やオステルリッツ高架橋がある。橋の名前は軍事博覧会橋、マグデブール橋と転々としたが、第一帝政期の軍人でイエナの戦いで戦死したジャン・ルイ・ドゥビイ (fr) の名を取ってドゥビイ橋と名付けられた。
構造は鋼製の単一アーチで橋脚は石積みである。橋脚には波を思わせる装飾のされた濃い緑色のタイルが貼り付けられている。エッフェル塔と並んでこの時代の建築を物語る建造物といえよう。建築協会の会長に「過ぎ去った祭の忘れられたモニュメント」と呼ばれるなど、ドゥビイ橋は常に消滅の危機にあったが1966年になり歴史的建造物に指定された。1991年には塗り替えが、1997年には踏面の貼替えが行われた。
ベルリンの壁崩壊間近の1989年、東ドイツの外交官がこの橋の上で死体で見つかった。冷戦のさなか、この橋は東側のエージェントが秘密の会合をする場所だったのである。この事件はブライアン・デ・パルマ監督がファム・ファタールを製作する一因となった。

## 交通
- メトロ9号線 イエナ駅Iéna下車

## 隣の橋
（上流）アンヴァリッド橋―アルマ橋―ドゥビリ橋―イエナ橋―ビラケム橋（下流）